# Nikita Shurshin
Nikita Alexandróvich Shurshin –en ruso, Никита Александрович Шуршин– (Tula, 8 de abril de 1993) es un deportista ruso que compite en ciclismo en la modalidad de pista. Ganó una medalla de bronce en el Campeonato Europeo de Ciclismo en Pista de 2014, en la prueba de velocidad por equipos.

## Medallero internacional
| Campeonato Europeo | Campeonato Europeo      | Campeonato Europeo | Campeonato Europeo    |
| Año                | Lugar                   | Medalla            | Competición           |
| ------------------ | ----------------------- | ------------------ | --------------------- |
| 2014               | Baie-Mahault ( Francia) | Medalla de bronce  | Velocidad por equipos |